# Josep Grau-Garriga
Josep Grau-Garriga (Sant Cugat del Vallès, 18 de febrer de 1929 - Angers, País del Loira, 29 d'agost de 2011) fou un artista tèxtil català que conreà diverses tècniques: la pintura, el dibuix, el gravat, la pintura mural, l'escultura i sobretot el tapís. Va ser el director de l'Escola Catalana del Tapís i exposà les seves obres arreu del món, fet que el convertiren en l'artista santcugatenc més internacional.

## Biografia
Nascut en el si d'una família pagesa que va passar les dificultats de la Guerra Civil i sobretot les de la postguerra, i que va viure, com tantes altres, la presó i l'exili. És en aquest ambient on Josep descobreix la seva vocació per l'art.

### Joventut
Al començament dels anys quaranta descobreix i rep les primeres influències del que abans es denominava Museu d'Art de Catalunya, i els seus frescos i pintures romàniques i gòtiques. L'any 1943 s'integra en un estudi de publicitat i disseny on va poder canalitzar les seves inquietuds artístiques. Paral·lelament, es formarà com a artista primer a la Llotja i després a l'Escola de Belles Arts.
Als cinquanta comença a practicar la pintura mural de temàtica religiosa d'estil postcubista amb la qual obtindrà una repercussió especial, executant obres de la magnitud dels murals de l'ermita del Sant Crist de Llaceres (Sant Cugat del Vallès, 1956) o al santuari de Santa Maria de Paretdelgada (la Selva del Camp, 1959).

### Casa Aymat
El 1956 l'empresari Miquel Samaranch el va a buscar per revitalitzar l'antiga Casa Aymat de Sant Cugat dedicada a la producció de catifes i tapissos. Samaranch li dona la responsabilitat de la direcció artística de l'empresa en el si de la qual es va organitzar un petit taller de tapís experimental.
Un any després (1957) l'empresa li paga el seu primer viatge d'estudis a França, on coneix de prop la tècnica del tapís medieval i contemporani, un art que ell s'encarregarà de revolucionar i que li atorgarà rellevància internacional. Coneix personalment al pintor i poeta francès Jean Lurçat, considerat un mestre de la tapisseria moderna i un dels referents d'aquesta renovació, amb qui, l'any següent, 1958, col·laboraria en el seu taller de Saint Céré, al departament d'Òlt.
Porta els coneixements tècnics i conceptuals adquirits a França i els aplica amb lleugeres diferències i aportacions autòctones. Així, Grau-Garriga, com a director artístic, i els seus deixebles de la casa Aymat posen les bases del que s'ha denominat l'Escola Catalana del Tapís. Ell va ser el teòric de tot el moviment que allà s'hi va generar. Durant quasi dues dècades, els artistes més destacats del moment hi varen participar i els nous conceptes sorgits del centre varen transformar l'art tèxtil tant nacionalment com internacionalment.

### Primeres exposicions
El 1964 presenta la primera exposició individual de tapís del país a la sala Gaspar de Barcelona. L'any següent fa la seva primera sortida a l'exterior participant en la II Biennale Internationale de la Tapisserie Moderne de Lausana, amb la qual obtindrà un especial reconeixement públic.
L'any 1969, l'Institute International of Education de Nova York li concedeix una beca que li permetrà instal·lar-se a Nova York durant un any i viatjar pels Estats Units, Mèxic i el Canadà.
Durant la dècada dels setanta compagina la seva feina amb un notable treball pedagògic, impartint diversos tallers i cursos.

### Maduresa
Destaquen la retrospectiva que se li va dedicar el 1988 al Palau Robert, a Barcelona.
El 2004 la seva ciutat natal li fa un homenatge, l'«Any Grau-Garriga», que comprèn, entre altres activitats, una doble exposició de l'obra recent i una altra dedicada als seus orígens com a artista.
Des de l'any 2007, un tapís de l'artista presideix el vestíbul del nou ajuntament de Sant Cugat. El tapís està format per quatre peces vermelles i grogues elaborades amb materials diversos entre els quals hi destaquen els fils de coure de diferents gruixos que donen a l'obra un aspecte transparent.
Va morir a Angers el 29 d'agost de 2011, on hi passà els millors anys de la seva vida, concretament a Saint Mathurin sur Loire, amb la seva família.
L'any 2019, s'inaugura el Centre Grau-Garriga, el primer centre d'art tèxtil contemporani de tot el país. Cal Quitèria, a Sant Cugat és l'espai on se situa aquest nou equipament cultural que té com a objectiu difondre aquest sector artístic tan important gràcies a la destacada personalitat del santcugatenc Josep Grau-Garriga.

## Exposicions
Individuals:
- 1964. Sala Gaspar. Barcelona
- 1967. Sala d'Exposicions Direcció Gral. de Belles Arts. Madrid
- 1968. Sala F. Domingo. Sao Paulo (Brasil)
- 1968/1969/1970/1972/1975. Galeria La Demeure. París
- 1970. The Córdoba Museum. Lincoln. Massachusetts. (EUA)
- 1970. The Houston Fine Arts Museum. Houston. (EUA)
- 1971/75. The Birmingham Museum of Fine Arts. Birmingham. (EUA)
- 1971/73/74/77/83. Arras Gallery. Nova York (EUA)
- 1972. Sala del Consell de les Valls. Andorra la Vella (Principat d'Andorra)
- 1972. Galeria Antoñana. Caracas (Veneçuela)
- 1973. Galeria René Metrás. Barcelona
- 1973. Museu Tèxtil. Terrassa
- 1973. Antic Hospital de la Santa Creu. Barcelona
- 1974. Los Angeles Country Museum. Los Angeles. (EUA)
- 1979. Galería Febo. Sant Cugat del Vallès
- 1979. Galería Fucares. Almagro (Espanya)
- 1981. Palau de la UNESCO. París
- 1982/85. Claustres del Reial Monestir. Sant Cugat del Vallès
- 1982. Cite de Carcassone. Carcassone (França)
- 1987. Museu Rufino Tamayo. Mèxic D.F
- 1988. Palau Robert. Barcelona
- 1989. Museu Jean Lurçat. Angers (França)
- 1990. Museu d'Història. Sabadell
- 1990/96/99. Canals, Galeria d'Art. Sant Cugat
- 1992. Centre Cultural Can Mulà. Mollet del Vallès
- 1992. Galeria Punto. València
- 1992. Centre Cultural Francesc d'Abidja. Abidja (Costa d'Ivori)
- 1993. Temple Roma. Vic
- 1999. Galeria Benassar. Madrid
- 1999. Galeria Blanquerna. Madrid
- 1999. Canals Galeria d'Art, Sant Cugat
- 1999. Galerie Xavier Delannoy, La Garde-Freinet (Françe)
- 2002. Abbaye de Ronceray i Musée Jean Lurçat d'Angers, Angers (França)
- 2009. Abbaye de Saint-Florent-le-Vieil (França).
- 2010. Musée des Beaux-Arts d'Angers, Cabinet d'arts graphiques, Angers (França)
- 2015. Michel Soskine Inc., Madrid.
- 2022-2023- MACBA.[5]

Col·lectives (selecció):
- 1989. Pintura Catalana Contemporània. Itinerant. Uruguai i Brasil
- 1989. Institut Francais. Barcelona
- 1990. VIIIème Salon d'Art Contemporain. Bourg and Bresse (França)
- 1990. Halle au Bleau. Saint Malo (França)
- 1991. Comune di Vizenza. Vizenza
- 1997. Espace Pignon. Lille (França)
- 1998. Espace Mantero. Como (Itàlia)
- 1999. Festival Estival. Trélazé
- 1982/2000. Biennal Mostra d'Art Contemporani Català. Canals, Galeria d'Art. Sant Cugat. Itinerant.